# 多諾赫大教堂

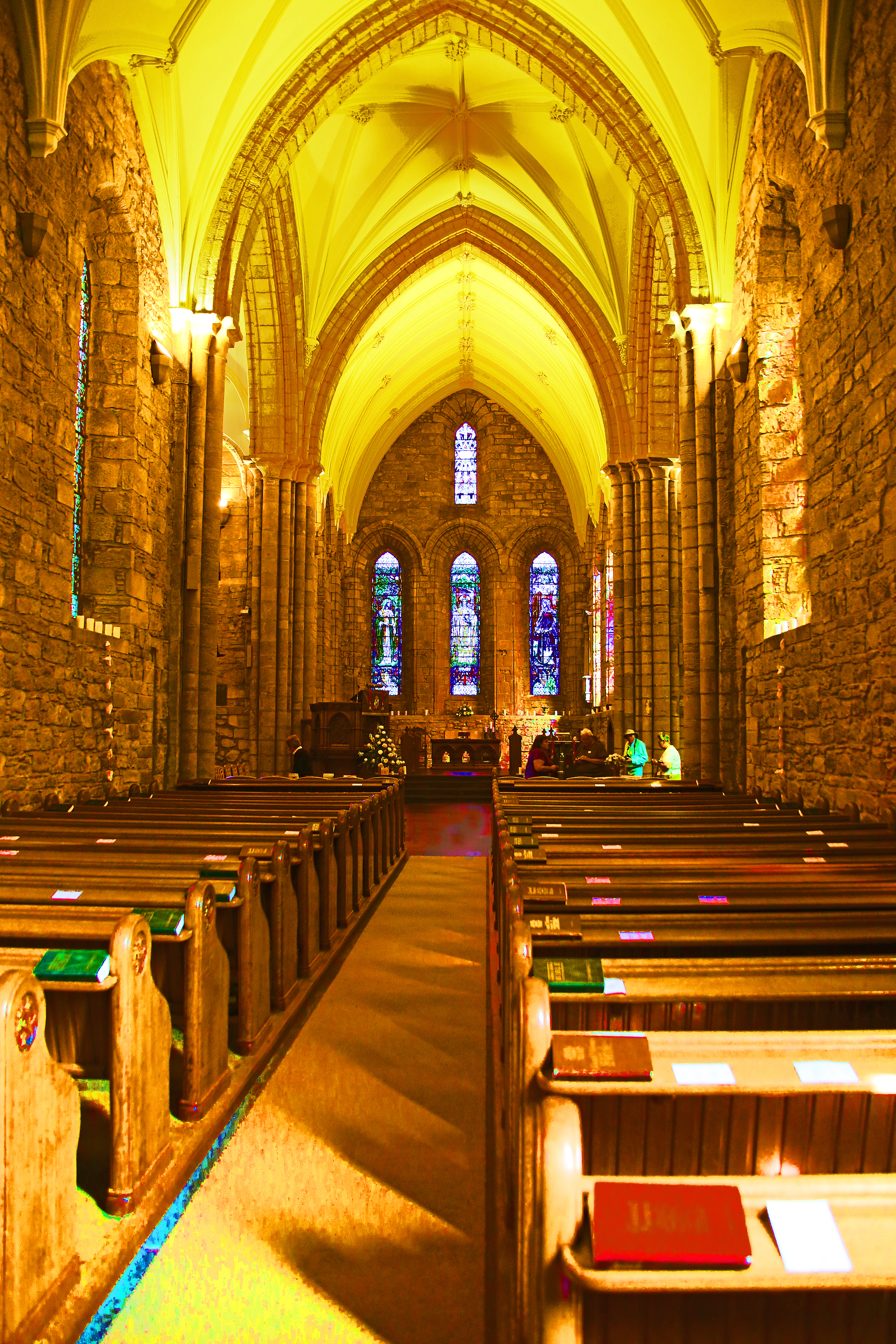
教堂內部

多諾赫大教堂（英語：Dornoch Cathedral）是蘇格蘭教會的一座教區教堂，但在歷史上曾是主教座堂。這座教堂位於蘇格蘭高地薩瑟蘭小鎮多諾赫。該教堂現在並未設有主教座位，但因在歷史上是凱瑟尼斯主教的主教座位而仍然名為大教堂。大教堂的墓地和多諾赫城堡相鄰。

## 歷史
這座教堂修建於13世紀。當時蘇格蘭由亞歷山大二世和主教摩拉維亞的吉爾伯特統治。多諾赫大教堂最初是凱瑟尼斯主教的主教座堂。
1570年，在當地的械鬥中，大教堂被斯特拉納維爾的麥克基家族燒毀。直到1835年至1837年，教堂才在薩瑟蘭伯爵夫人的贊助下由建築師威廉·巴恩完全修復，耗資1.5萬英鎊。大部分保存完好的中世紀教堂中殿被拆除，並在原址上修建了一個更小的沒有柱子的中殿。17世紀時。由於凱瑟尼斯主教這一職位被廢除，多諾赫大教堂不再是主教座堂。但因歷史原因，其仍繼續使用「大教堂」名稱。
1866年9月30日，薩瑟蘭公爵和公爵夫人在這裡歡迎了威爾斯親王和威爾斯王妃、愛丁堡公爵的到訪，並參加了早晨的禮拜。
1924年至1926年，牧師查爾斯·唐納德·本廷克（Charles Donald Bentinck）對教堂內裝進行了修改。
蘇珊·布朗曾擔任這座教堂的牧師。她也是2000年12月時麥當娜和佳·烈治在斯基博城堡舉辦婚禮時的主持人。他在2018年5月成為蘇格蘭教會大會主持人。
2010年，億萬富翁企業家伊隆·马斯克和演員妲露拉·萊莉在多諾赫大教堂舉辦了婚禮。兩人在2012年離婚。

## 管風琴
多諾赫大教堂的第一座管風琴由尤斯塔斯·因格拉姆修建，安德魯·卡內基捐贈。這座管風琴安裝於1893年，啟用於1894年1月。這座管風琴也是薩瑟蘭的第一座管風琴。管風琴在1909年進行了擴建，並增設了液壓動力。這一改裝耗資200英鎊，由安德魯·卡內基捐贈。管風琴的規格可以在國家管風琴登記處找到。